# Léon Lhoest (ondernemer)

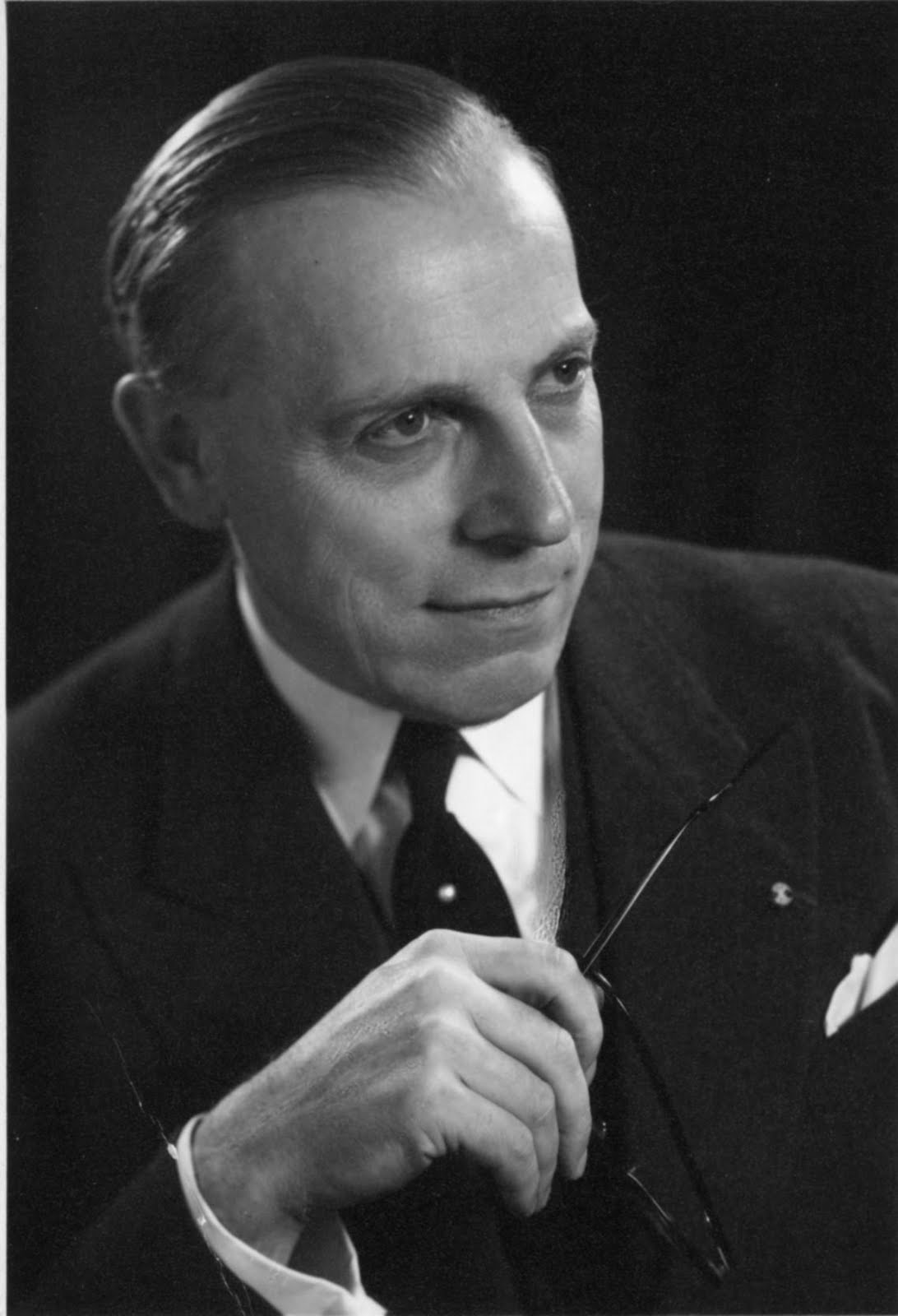
Léon Lhoest

Léon Paul Marie Hubert Lhoest (Sint Pieter, 28 oktober 1898 – Maastricht, 28 juni 1976) was een Nederlands industrieel. Hij was van 1933 tot 1968 directeur van de Koninklijke Nederlandse Papierfabriek (KNP).

## Privéleven
Het geslacht Lhoest is oorspronkelijk afkomstig uit de buurt van Luik. In de eerste helft van de 19e eeuw kwamen leden van de familie Lhoest naar Maastricht, in eerste instantie om een vertegenwoordiging te openen voor hun behangpapierfabriek in Luik en vervolgens om samen met andere investeerders een papierfabriek te stichten (de latere KNP). Léon Lhoest was een zoon van Louis Paul Hubert Joseph Lhoest (1871-1920) en Laura Ignace Hubertine Marie Regout (1874-1965). Zijn vader was van 1911-1920 administrateur van de KNP geweest en tevens raadslid van de gemeente Sint Pieter, die in 1920 door de gemeente Maastricht werd geannexeerd. Zijn moeder was een dochter van Eugène Regout, directeur van de Maastrichtsche Spijker- en Draadnagelfabriek v/h Thomas Regout en bouwheer van villa Wyckerveld. Leon Lhoest groeide op in de nog bestaande, langs de Maas gelegen Villa Lhoest te Sint Pieter, net ten zuiden van de huidige Kennedybrug (Blekerij 52), waar hij woonde met zijn ouders, zijn tweelingbroer Louis en zijn vier zusters (Marie-Louise, Leonie, Suzanne en Yolande). Zijn jongste broer Guy stierf in 1909 op 2-jarige leeftijd.  De middelbare school volgde hij op het Canisius College te Nijmegen. In 1917/18, de laatste twee jaren van de Eerste Wereldoorlog, nam hij vrijwillig dienst bij het 1e Regiment Infanterie, waar hij diende als vaandrig. Vervolgens studeerde hij chemie aan de Universiteit van Luik, waar hij in 1925 als ingenieur afstudeerde. Léon Lhoest trad op 21 juni 1926 te Namen in het huwelijk met Marie-Louise Henriette Joséphine Ghislaine Bribosia (1905-1989), dochter van Xavier Bribosia (griffier van de provincie Namen) en Hélène Malisoux. Het echtpaar kreeg vijf kinderen (Leon jr., Françoise, Michel, Guy en Bernadette) en eenentwintig kleinkinderen.  Het gezin woonde vanaf 1933 aan de Van Hasseltkade 4 in Maastricht en vanaf 1939 op Villa Klein Vaeshartelt.

## Loopbaan
Na het afronden van zijn studie toonde hij interesse om bij de papierfabriek (KNP) te gaan werken die in 1850 mede door zijn overgrootvader opgericht  was. Men liet hem echter weten dat men geen behoefte had aan een ingenieur. Daarop begon Léon Lhoest zijn loopbaan in de Belgische glasindustrie (Charleroi, Zeebrugge, Merksem), alwaar hij technisch directeur werd. Hij was betrokken bij de bouw van nieuwe fabrieken om vensterglas te maken (o.a. in Porz am Rhein, Duitsland)  en vestigde een patent op een machine om glazen flessen te maken
In 1933 werd hij teruggeroepen naar zijn geboortestad Maastricht om alsnog directeur te worden bij de toentertijd zwaar verliesgevende papierfabriek KNP. Hoewel leden van de familie Lhoest betrokken waren bij de oprichting van de fabriek en ook een actieve rol speelden in het bestuur van de onderneming, zat er sinds 1893 geen Lhoest meer in de directie. Léon Lhoest wist de fabriek door drastisch ingrijpen weer rendabel te maken. Na de Tweede Wereldoorlog maakte hij, in het kader van het Marshall plan,  verschillende reizen naar de Verenigde Staten. Op een van die reizen bezocht hij op eigen gelegenheid een papierfabriek in Wisconsin Rapids, waar hij kennis maakte met de productie van gestreken papier. Op zijn initiatief ging de KNP in 1951 als een van de eerste papierfabrieken in Europa over op de fabricage van deze papiersoort. Het concern  werd een van Europa's belangrijkste producenten van gestreken papier (zie hoofdartikel KNP). In de naoorlogse periode, tot aan zijn pensionering in 1968, was Léon Lhoest een spil in het industriële leven in Maastricht. Hij bekleedde ook tal van sociale functies. Hij was intensief betrokken bij de bouw van het Geusseltstadion voor voetbalclub MVV en bij de publicatie van de Diksjenaer van 't Mestreechs door Joseph Endepols in 1955. Hij streefde lange tijd naar de komst van een technische universiteit naar Maastricht, maar die werd uiteindelijk gevestigd in Eindhoven. Pas in 1975/76 kreeg Maastricht een rijksuniversiteit zonder technische faculteit.  

### Functies in het bedrijfsleven
Léon Lhoest was president van de Raad van Bestuur van:
- de Koninklijke Nederlandse Papierfabriek,
- de Koninklijke Sphinx-Céramique N.V.[4] en
- de Eerste Nederlandse Cement Industrie N.V. (ENCI).[5]

Daarnaast vervulde hij commissariaten bij de 
Verkoop Associatie Nederlands Cement (president), Idema deelneming maatschappij (president), Amsterdam-Rotterdam Bank N.V., Papetries de Belgique S.A., Verenigde Glasfabrieken N.V., Koninklijke Jaarbeurs, N.V. Luchthaven Zuid-Limburg en BelRef S.A.

### Overige functies
- Voorzitter van de fabrikantenkring Maastricht e.o.
- Voorzitter van de Kamer van Koophandel voor Limburg (1946-1951, 1958-1968).
- Voorzitter van de Kamer van Koophandel voor Maastricht e.o. (1951-1958).
- Lid van de Raad van Bestuur van de Europese confederatie van papierfabrikanten. Bestuurslid van de Vereniging van Nederlandse Papierfabrikanten.
- Lid van het algemeen bestuur van het Nationaal Comité voor Benelux samenwerking.
- Lid van het Algemeen Bestuur van het Nederlands Instituut voor Efficiency (thans Nederlandse Vereniging voor Managers)

### Sociale functies
- Bestuurslid van het Gemeenschappelijk Instituut voor Toegepaste Psychologie.
- Lid van het comité Amerikaans Kerkhof Margraten.
- Erevoorzitter van de stichting ter behartiging van de belangen van het gebrekkige kind.
- Bestuurslid en medeoprichter van de levensschool "Pater Fortis" voor jongens in Maastricht.
- Bestuurslid van de Jan van Eyck Academie.
- Vice-voorzitter van de stichting Hoger Technisch Onderwijs, Maastricht
- Erelid C.V. de Tempeleers, Maastricht.
- Honorair consul van het Groothertogdom Luxemburg.

## Onderscheidingen
Léon Lhoest was houder van de eremedaille van de stad Maastricht en de erepenning van de provincie Limburg. Hij was tevens ridder in de Orde van de Nederlandse Leeuw, officier in de Orde van Oranje-Nassau en ridder in de Kroonorde van België, commandeur in de Orde van Leopold II (België), commandeur in de Orde van Meritus van het Groothertogdom Luxemburg, officier in de Orde van de Eikenkroon (Luxemburg) en ridder in de Orde van Sint-Gregorius de Grote.